# Liste der Träger des Goldenen Verdienstzeichens der Republik Österreich seit 1952
In dieser nicht vollständigen Liste sind Besitzer des Goldenen Verdienstzeichens der Republik Österreich (1952) mit kurzen Angaben zur Person und, wenn bekannt, zum Anlass der Verleihung aufgeführt.
Bei den Berufs- bzw. Funktionsbezeichnungen ist der Einheitlichkeit halber immer der erlernte Beruf (falls relevant, sonst der zum Zeitpunkt der Verleihung ausgeübte Beruf) und nachstehend die Funktion, gereiht nach politischer Ebene, angegeben.
Die Einträge sind, falls bekannt, nach dem Verleihungsjahr oder der Veröffentlichung sortiert, innerhalb des Jahres alphabetisch, die Jahresangaben haben aber aufgrund der verschiedenen Quellangaben eine Unschärfe, da die Zeit vom Antrag über die Verleihung bis zur Bekanntmachung mehrere Monate betragen kann.
Eine – teils unvollständige – Liste findet sich in einer Anfragebeantwortung des Bundeskanzlers:

## Träger
- Josef Brunhart, Polizeichef der liechtensteinischen Landespolizei (1956)
- Hugo Ellenberger, Volksbildner, Schriftsteller und Hochschullehrer (1958)
- Hermann Leopoldi, Komponist, Kabarettist und Klavierhumorist (1958)
- Adalbert Karl Gauss, Lehrer, Verleger, Journalist und Volkskundler (1960)
- Josef Zeppetzauer, Politiker (1961)
- Franz Isola, Baumeister (1963)
- Alfred Nagl, Major des Bundesheeres (1965)
- Josef Kapounek, Geologe (1966)
- Helmut Pfandler, Regisseur (1967)
- Sepp Froschauer, Kapellmeister und Komponist (1970)
- Friedrich Schmied, Offizier und stellvertretender Korpskommandant im Korpskommando I (1970)
- Karl Hojac (1972)
- Manfred Kautzky, Musiker und Hochschulprofessor (1974)
- Franz Preining, Bürgermeister der Marktgemeinde Oberneukirchen, Oberösterreich (1975)
- Egon Ehrlich, Soldat (Major) (1976)
- Trude Ackermann, Burgschauspielerin (1977)
- Dieter O. Holzinger, Autor, Film-, Fernseh- und Theaterregisseur (1979)
- Peter Potye, Zeitzeuge (1979)
- Fritz Riha, Kabarettist, Schriftsteller, Radiomoderator (1979)
- Ulli Fessl, Schauspielerin (1980)
- Gerhard Floßmann, Historiker (1980)
- Roland Kaltenbrunner, Bürgermeister der Marktgemeinde Ampflwang im Hausruckwald (1980)
- August Bitschofsky, Bankmanager (1981)
- Josef Enengl, Amtsleiter in Arbing (1981)
- Erich Martin Wolf, Schauspieler und Theaterregisseur (1981)
- Alois Gansch, geschäftsführender Gemeinderat von Frankenfels und Funktionär im Niederösterreichischen Pensionistenverband (1981)
- Rupert Gottfried Frieberger, Prämonstratenser–Chorherr im Stift Schlägl (1982)
- Alois Landl, Bürgermeister von Arbing (1982)
- Karl Kahrer, Gruppeninspektor der Polizei in Wien (1982)
- Johann Schadenbauer, Komponist, Dirigent und Militärkapellmeister (1982)
- Albert Wöhrer (1982)
- Heinz Göbel, Maler (1983)
- Josef Wüst, Journalist, Chefredakteur und Zeitungsherausgeber (1985)
- Rudolf Zach, Schulrat (1985)
- Franz Größbacher, Bürgermeister Frankenfels und Multifunktionär (1986)
- Elisabeth Weihsmann, Gemeinnützige Wohnungswirtschaft (1986)
- Ernst Andres, Viezeleutnant und Leiter der Statisterie Salzburger Festspiele (1990)
- Lillian Barylli-Fayer, Künstler-Fotografin (1990)
- Heinrich Aigner, Vizeleutnant, Fachoberinspektor (1990)
- Elfi von Dassanowsky, Sängerin, Musikerin, Filmproduzentin (1991)
- Klaus Krzisch, Erster Oberbereiter der Spanischen Hofreitschule (1991)
- Heide Schmidt, Dritte Präsidentin des Nationalrates
- Wolfgang Bulfon, Politiker (1995)
- Resi Hammerer, Skisportlerin und Damenmodeunternehmerin (1996)
- Karl Landerl, Gemeinnützige Wohnungswirtschaft (1996)
- Baldur Preiml, Skispringer, Trainer und Sportfunktionär (1996)
- Martin Wolfer, Bundeschefarzt des Lazarus Hilfswerks Österreich (1996)
- Judith Wiesner, Tennisspielerin (1997)
- Gerald Kallan, Naturbahnrodelweltmeister (2000)
- Reinhard Wolf, Flugsportler Bronzemedaille Weltmeisterschaft Mannschaft 1999 (2000)
- Fritz Mang, Flugsportler Bronzemedaille Weltmeisterschaft Mannschaft 1999 (2000)
- Siegfried Nerath, Manager (2001)
- Walter A. Schwarz, Vizeleutnant im Heeresgeschichtlichen Museum (2001)
- Thomas Brezina, Autor und Fernsehmoderator (2002)
- Christian Kucsera, Archivar (2002)
- Enrico Brissa, Jurist (2002)
- Gerhard Pilz, Naturbahnrodelweltmeister (2002)
- Ernst Rudelitsch, Vizeleutnant des Milizstandes und Schriftführer im Landesverband Wien des Österreichischen Kameradschaftsbundes (2002)
- Ning Zhang, Geschäftsführer der Hoerbiger in China (2002)
- Franz Brunnthaler, Vertragslehrer an der HTBL Krems (2003)
- Josef Hamberger, Vorsitzender des Österreichischen Jugendherbergswerkes (2003)
- Erich Herzl, Initiator zur Errichtung eines Friedhofes und Mahnmales für Vertriebene aus Lettland (2003)
- Carl Leopold Kohoutek, Vizeleutnant der Pioniere i. R. (2003)[2]
- Ernst Langthaler, Bürgermeister von Frankenfels (2003)
- Fritz Pauer, Jazzpianist (2003)
- Georg Schilling, Vertragslehrer am Bundesgymnasium und Bundesrealgymnasium Wieselburg (2003)
- Franz Schögler, Vizeleutnant der Militärstreife (2003)
- Gertraud Trinkl, Fachoberinspektorin am Bundesgymnasium und Bundesrealgymnasium Wieselburg (2003)
- Judith Draxler, Schwimmsportlerin (2004)
- Herbert Pointner, Kommandant der Polizeiinspektion Herzogenburg (2005)
- Franz Prankl, Kommandant der Polizeiinspektion Ober-Grafendorf (2005)
- Walter Baur, Schuldirektor, Obmann der Vorarlberger Wasserrettung, Chorleiter des Männergesangsvereines Höchst, Mundartforscher, freier Mitarbeiter der Abteilung Volkskultur beim ORF Vorarlberg und Mitglied des Kulturausschusses der Marktgemeinde Lustenau (2006)
- Johann Dill, Bürgermeister von Kirchstetten (2006)
- Armin Fussenegger, Funktionär des Landesverbandes der Vorarlberger Wasserrettung (2006)
- Wolfgang Gehbauer, Weltmeister im Wintertriathlon 2006 (2006)
- Johann Hatzl, Ehren-Abschnittsbrandinspektor und Vizeleutnant (2006)
- Johann Marchler, Ehren-Abschnittsbrandinspektor (2006)
- Richard Pichler, Kommandant der Polizeiinspektion Gußwerk (2006)
- Helmuth Reiter, ehrenamtlicher Messer und Beobachter der meteorologischen Elemente in der Wetterstation Vandans (2006)
- Reinelde Santer, ehrenamtliche Messerin und Beobachterin der meteorologischen Elemente in der Wetterstation am Arlberg (2006)
- Franz Steiner, Kommandant der Polizeiinspektion St. Marein im Mürztal (2006)
- Christoph Sumann, Biathlet (2006)
- Karl Heinrich Tinti, Montanist, Autor und Schauspieler (2006)
- Ilse Dippmann, Initiatorin des Österreichischen Frauenlaufes (2007)
- Leopold Engleitner, NS-Opfer (2007)
- Harald C. Klien, Geschäftsführender Gesellschafter der CD Invest Consult GmbH (2007)
- Florian Kotanko, Verein für Zeitgeschichte Braunau am Inn (2007)
- Franziska Jägerstätter, Witwe von Franz Jägerstätter (2007)
- Simion Giurca, Direktor des Rumänischen Fremdenverkehrsamtes in Wien (2007)
- Brigitte Peiger (2007)
- Gerhard Pliem, Volksschuldirektor (2007)
- Thomas Stroux, Schauspieler und Regisseur (2007)
- Ronald Trieb, Salesmanager von 3M Austria (2007)
- Heinrich Velicky, Vizepräsident der Wirtschaftskammer Wien und Geschäftsführer der Velicky & Co. Gesellschaft m.b.H.(2007)
- Wilhelm Dibon, Vizeleutnant im Panzerbataillon 33 (2007)
- Friedrich Pizl, Vizeleutnant im Fliegerregiment 1 (2007)
- Michael Wurmbauer, Vizeleutnant im Panzerbataillon 33 (2007)
- Johann Brandtner (2008)
- Wolfgang Fuchs, Chefinspektor und stellvertretender Justizwachkommandant der Justizanstalt Wien-Simmering (2008)
- Franz Grandl, Abgeordneter zum Niederösterreichischen Landtag und Bürgermeister von Michelbach (2008)
- Bernhard Hinterwirth, Geschäftsführer und Gesellschafter der Realkanzlei Heinz Sodoma OHG (2008)
- Viktor Jirku, Vizebürgermeister und Kulturstadtrat, Präsident der Museumsgesellschaft Deutsch-Wagram (2008)
- Karin Kremser, Fachoberinspektorin (2008)
- Josef Kurzmann, Chefinspektor (2008)
- Norbert Moser, Abteilungsinspektor und stellvertretender Justizwachkommandant der Justizanstalt Garsten (2008)
- Franz Posch, Versicherungsangestellter (2008)
- Wolfgang Martin Rosam, Geschäftsführender Gesellschafter der Wolfgang Rosam Change Communications Ges.m.b.H. (2008)
- Otmar Schob (2008)
- Gerhard Steinmetz, Leiter des Autonomen Jugendhauses im Kinderdorf Pöttsching (2008)
- Jürgen Strasser (2008)
- Franz Stumptner, Bezirksinspektor (2008)
- Kurt Than, Abteilungsinspektor (2008)
- David D. Wallace, Vorsitzender des Organisationskomitees der Wiener Winter-Bälle in Ottawa (2008)
- Helmut Weininger, Fachoberinspektor des Oberlandesgerichtes Wien (2008)
- Rainer Wernisch, Chefredakteur der Fachzeitschrift St. Hubertus (2008)
- Rainer Wiedner, Chefinspektor der Bundespolizei (2008)
- Karl Wiesmayr, (2008)
- Herbert Wolf, Vorstandsmitglied der Kanadisch-Österreichischen Gesellschaft Toronto und General Manager LomaVer Tours, Toronto (2008)
- Peter Zwölfer, Kontrollinspektor (2008)
- Felix Gundacker, Genealoge (2009)
- Rudolf Kores, GKB-Prokurist (2009)
- Norbert Heiß, Flugsportler Weltmeister Mannschaft 2009 (2010)
- Hedi Preissegger, Chorleiterin und Komponistin (2009)
- Franz Allmayer, Bürgermeister von Maria Anzbach (2009)[3]
- Cecily Corti, Sozialarbeiterin (2010)
- Maria Deim, Fachoberlehrerin (2010)
- Josef Dopler, Bürgermeister der Marktgemeinde Waizenkirchen (2010)
- Ernst Hutsteiner, langjähriger Bürgermeister von Langenstein (2010)
- Johann Moser, Bürgermeister der Gemeinde Pfarrkirchen im Mühlkreis (2010)
- Hilde Pichler, Vertragslehrerin (2010)
- Herta Wenzl, Fachoberlehrerin (2010)
- Alfred Fehringer, Vizeleutnant im Panzerstabsbataillon 3 (2011)
- Maya Hakvoort, Sängerin und Schauspielerin (2011)
- Gerhard Krückl, Gemeinderat, Stadtrat und Vizebürgermeister der Stadt Perg (2011)
- Josef Renz, Antiquitätenhändler und Kunstsponsor (2011)
- Camellia Anssari, Sportlerin, Bronzemedaille Flagfootball Weltmeisterschaft 2010 (2011)
- Caroline Friedl, Sportlerin, Bronzemedaille Flagfootball Weltmeisterschaft 2010 (2011)
- Theresa Grabher, Sportlerin, Bronzemedaille Flagfootball Weltmeisterschaft 2010 (2011)
- Angelika Hable, Sportlerin, Bronzemedaille Flagfootball Weltmeisterschaft 2010 (2011)
- Claudia Kerschbaum, Sportlerin, Bronzemedaille Flagfootball Weltmeisterschaft 2010 (2011)
- Stephanie Konecny, Sportlerin, Bronzemedaille Flagfootball Weltmeisterschaft 2010 (2011)
- Katharina Marsch, Sportlerin, Bronzemedaille Flagfootball Weltmeisterschaft 2010 (2011)
- Pia Pfaffenbichler, Sportlerin, Bronzemedaille Flagfootball Weltmeisterschaft 2010 (2011)
- Saskia Stribrny, Sportlerin, Bronzemedaille Flagfootball Weltmeisterschaft 2010 (2011)
- Denise Thaller, Sportlerin, Bronzemedaille Flagfootball Weltmeisterschaft 2010 (2011)
- Natascha Wallner, Sportlerin, Bronzemedaille Flagfootball Weltmeisterschaft 2010 (2011)
- Therese Weigang, Sportlerin, Bronzemedaille Flagfootball Weltmeisterschaft 2010 (2011)
- Ute Bock, Erzieherin und Leiterin des Vereins „Flüchtlingsprojekt Ute Bock“ (2012)
- Hermann Haider, Maler und Grafiker (2012)
- Bernhard Heher, Militärkapellmeister und Heeresmusikchef des österreichischen Bundesheeres (2013)[4]
- Arabella Kiesbauer, Fernsehmoderatorin (2013)[5][6]
- Eleonore Schönborn, Zeitzeugin und Kommunalpolitikerin (2013)[7]
- Walter Zöchling, Kommandant der Polizeiinspektion Ober-Grafendorf (2013)
- Peter Haumer, Leiter des Verwaltungsdienstes beim Bezirksfeuerwehrkommando Horn (2014)[8]
- Mélanie Berger-Volle, Widerstandskämpferin gegen den Austrofaschismus und Nationalsozialismus sowie Zeitzeugin (2015)[9][10]
- Andreas Hantke, Erster Polizeihauptkommissar der Bundesrepublik Deutschland, Land Nordrhein-Westfalen (2015)
- Barbara Stöckl, TV- und Radio-Moderatorin (2015)[11]
- Martin Seeleithner, Bürgermeister der Gemeinde Bürmoos (2015)
- Erhard C. Vrana, Wiener Kommunalpolitiker, für herausragende humanitäre Hilfe (2015)
- Günther Ugrinovics, Unternehmer, für hervorragende humanitäre Hilfe (2016)[12]
- Richard Chytra, Großkanzler des Ferdinandus-Ordens (2016)[13]
- Franz Fuchs, Baumeister i. R., als Kulturvermittler und Referent der Volkskultur Niederösterreich(2016)[14]
- Ernst Kulovits, Bürgermeister von Schwarzenbach an der Pielach (2017)
- Volker Petri, ehem. Bundesobmann der Siebenbürger Sachsen in Österreich (2017)[15]
- Jörg Christian Steiner, Generalsekretär der Österreichischen Albert Schweitzer-Gesellschaft (2017)
- Ewald Goldgruber, Abteilungsinspektor, Ausbildungsleiter und Kommandant der Justizwachschule der Justizanstalt Graz-Karlau (2018)[16]
- Herta Margarete Habsburg-Lothringen, Präsidentin des Vereins zur Förderung des Friedens (2018)[17]
- Wolfgang Schatzl, Kammerrat und Stadtrat von Herzogenburg (2019)
- Manfred Sala, Fachoberinspektor im Vorzimmer des Militärkommandanten Tirol (2019)[18]
- Li Li-Yang, Managerin für Berufsausbildungsprogramm (2019)
- Leopold Radlmair, Vizeleutnant im Kommando der Streitkräfte (2020)[19]
- Michael Heilmann, Kommerzialrat, Fleet Director Hyundai Österreich[20]
- Erwin Eigner, Amtsleiter der Gemeinde Wolfern
- Manfred Foltin, Soldat (2021)[21]
- Gerlinde Heil, Didaktikerin und Initiatorin von Science Pool (2022)[22][23][24]
- Christian Prachinger, Vizeleutnant und Sachbearbeiter für Informationssysteme und Leitbediener des Militärkommandos Niederösterreich (2022)
- Karl Rottenschlager, Sozialarbeiter und Publizist (2022)[25]
- Rudolf Roth, Fußballspieler und Unternehmer (2025)[26]
- Stanisław Zalewski, Holocaust-Überlebender und Zeitzeuge (2025)[27][28]

- Manuel Garcia-Barrado, Freiwilliger im spanischen Bürgerkrieg und Überlebender des KZ Mauthausen
- Friedrich Braunbart, ÖBB-Bediensteter
- Kurt Breitfuß, ÖBB-Bediensteter
- Wilhelm Hillek, Soldat und Journalist
- Franz Nagelschmied, ÖBB-Bediensteter
- Franz Nicht, ÖBB-Bediensteter
- Anna Pendl, ÖBB-Bedienstete
- Maximilian Petek, stellvertretender Vorsitzender des KZ-Verbandes/VdA OÖ
- Maria Peter, ÖBB-Bedienstete
- Hermine Trenk, ÖBB-Bedienstete
- Harry Weber, Fotograf
- Karl Artner, Nahkampflehrer beim Jagdkommando 1999 bis 2023
- Hans Kügerl, Vizeleutnant in der Generaldirektion für Landesverteidigung Dion 4 (2024)
- Gerald Schanes, Vizeleutnant in der Generaldirektion für Landesverteidigung Dion 4 (2024)
- Friedrich Scheer, Major im Kommando der Streitkräfte (2024)
- Helmut Emil Loacker, Chefinspektor (2025)